# Châtillon-sur-Cluses
Châtillon-sur-Cluses is een gemeente in het Franse departement Haute-Savoie (regio Auvergne-Rhône-Alpes). De plaats maakt deel uit van het arrondissement Bonneville. Châtillon-sur-Cluses telde op 1 januari 2022 1.215 inwoners.

## Geografie
De oppervlakte van Châtillon-sur-Cluses bedroeg op 1 januari 2022 9,18 vierkante kilometer; de bevolkingsdichtheid was toen 132,4 inwoners per km².

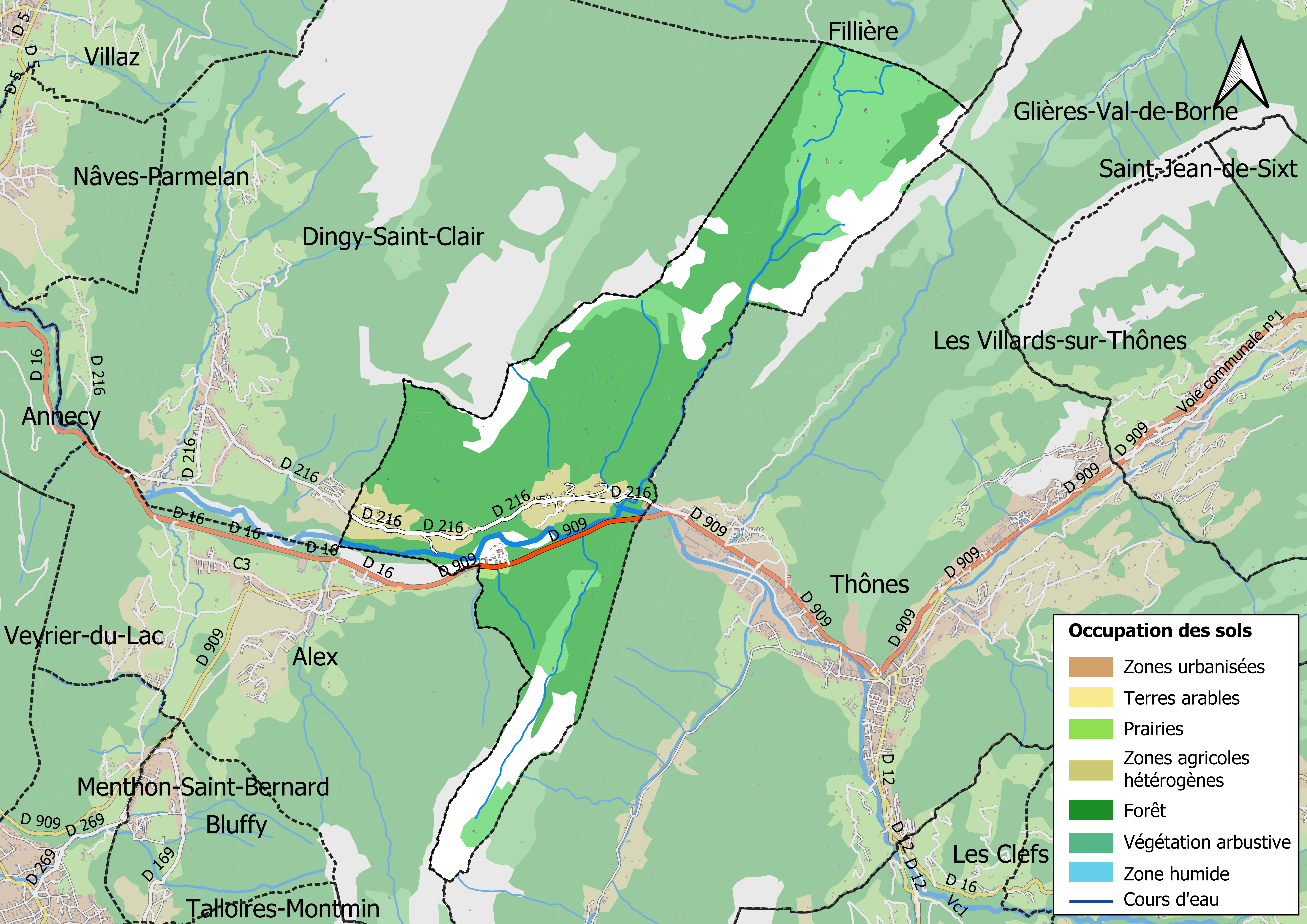
Kaart van de gemeente met de belangrijkste infrastructuur, bodemgebruik en omliggende gemeenten

## Demografie
Onderstaande figuur toont het verloop van het inwonertal (bron: INSEE-tellingen).